# Bibliographie sur l'ethnométhodologie
 (août 2024).
- Si vous ne connaissez pas le sujet, laissez ce bandeau (vous pouvez alors contacter les auteurs).
- Si vous supprimez le contenu mis en cause (vous pouvez préalablement contacter les auteurs),

argumentez précisément cette suppression dans la page de discussion
(un manque de référence n'est pas un argument ; une recherche réelle de référence doit avoir été effectuée, être formellement documentée).

## Ouvrages

### (fr)
- Harold Garfinkel (trad. M. Barthélemy, B. Dupret et J.-M. de Queiroz), Recherches en ethnométhodologie, Paris, PUF, 2007
- Harold Garfinkel, « Le programme de l’ethnométhodologie », dans Michel De Fornel, Ruwen Ogien et Louis Quéré, L'ethnométhodologie. Une sociologie radicale, La Découverte, coll. « Recherches », 2001, 448 p. (ISBN 9782707133731)

- Philippe Amiel, Ethnométhodologie appliquée : Éléments de sociologie praxéologique, Saint-Denis, Presses du LEMA, 2013, 209 p. (ISBN 978-2-9534622-0-3, lire en ligne)

### (en)
- (en) Harold Garfinkel, « A conception of, and experiments with "trust" as a condition of stable concerted actions », dans O.J. Harvey (éd.), Motivation and social interaction, New York, Ronald Press, p. 187-238

- (en) Harold Garfinkel, « The origins of the term "ethnomethodology" », dans R. Turner (éd.), Ethnomethodolgy, Harmondsworth, Penguin, 1974

- (en) Harold Garfinkel et H. Sacks, « On formal structures of practical actions », dans J.C. McKinney et E.A. Tiryakian (éds.), Theoretical Sociology : perspectives and developments, 1970, p. 337-366

- (en) Harold Garfinkel, Studies in Ethnomethodology, Englewood Cliffs, Prentice Hall, 1967